# Горовиц, Яков Ицхак
Яков Ицхак Горовиц (1745—1815) — крупный деятель хасидизма, цадик; известен как ха-Хозе ми-Люблин — Провидец из Люблина.

## Биография

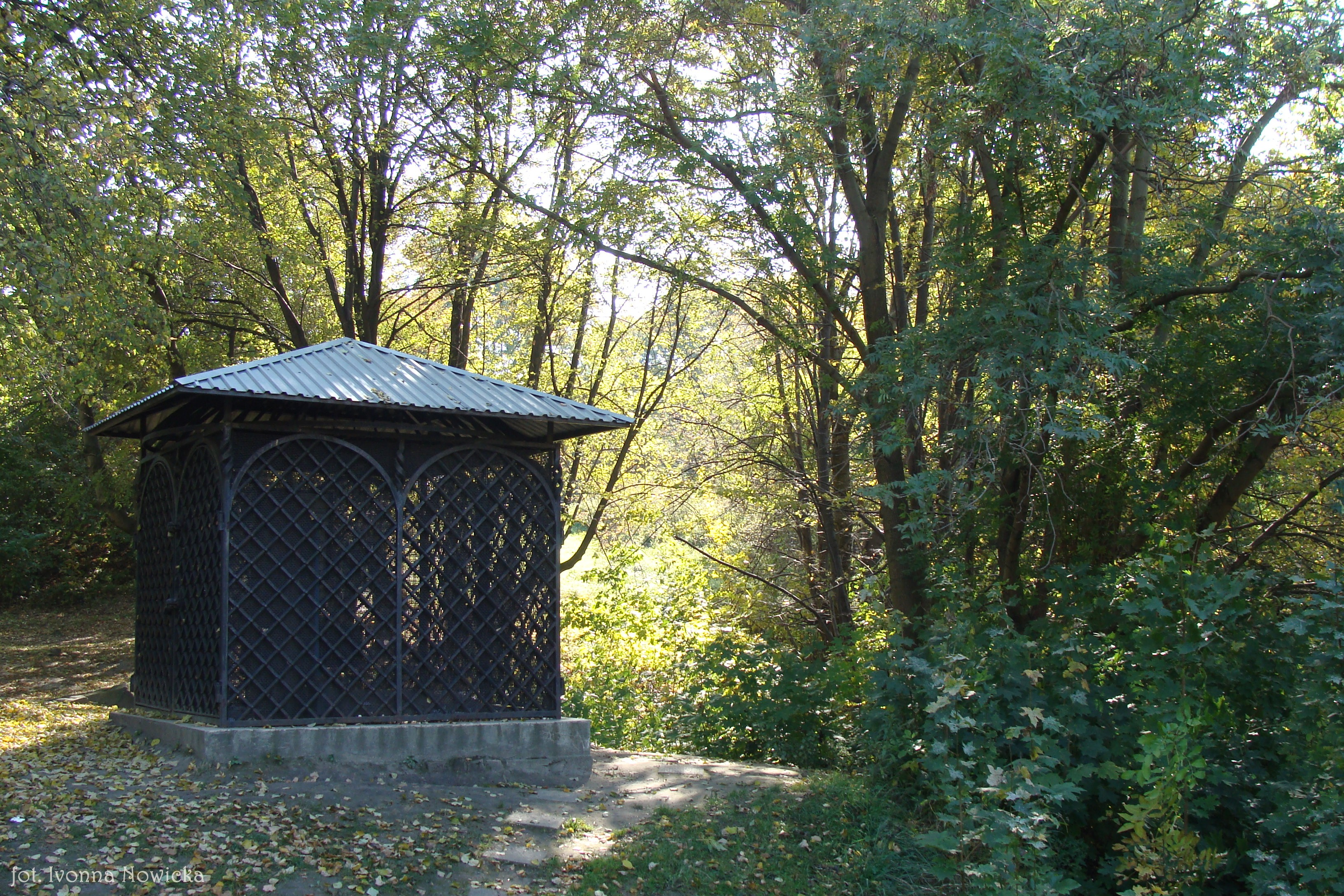
Могила цадика Якова Ицхака Горовица, 2013.

Ученик нескольких учителей-раввинов, важнейшим был Элимелех из Лиженска. Ещё при жизни учителя начал собирать хасидов сам и стал учителем большинства цадиков первой половины XIX века из Венгрии, Польши и Галиции. Считал, что цадик должен заботиться о своей общине, а ученость ценил меньше практического подхода. При этом противники хасидизма подвергали его критике. А спор Горовица с выдающимся учеником р. Пшесухой привел к распре, продолжавшейся в XIX веке между хасидами Польши. Поход Наполеона против России (1812 год) он посчитал началом войны Гога и Магога.
В 1815 году погиб в результате несчастного случая, выпав из окна во время праздника Симхат Тора.

## Труды
- «Диврей эмет» (1808)
- «Зот зиккарон» (1851)
- «Зиккарон зот» (1890)